# Хасан ібн Аджлан
Хасан ібн Аджлан (араб. حسن بن عجلان; бл. 1373/1374 — 25 квітня 1426) — 32-й шаріф й емір Мекки у 1396—1424 і 1425—1426 роках. Повне ім'я Бад ад-Дін Абу аль-Маалі Хасан ібн Аджлан. Відомий також як Аль-Хасан II.

## Життєпис
Походив з гілки правлячої династії Хасанідів — бану-катада. Син шаріфа Аджлана Абул-Сарджа. Народився близько 1373/1374 року в Мецці. Після смерті батька 1375 року Хасана та його брата Алі виховував їхній старший брат — шаріф Ахмад. Після смерті останнього владу перебрати зведені брат Хасана — Алі — й стриєчний брат Інан ібн Мугаміс. Хасан очолив офіційне посольство до Єгипту, щоб отримати офіційне визнання цього правління. Домігшись бажаного у червні 1388 року повернувся до Мекки.
Напочатку 1390 року намагався повалити шаріфа Алі, але марно. Вимушен був тікати до Єгипту. Наступного року замирився з братом, але у навесні 1395 року здійснив нову спробу заколоту. Втім знову марно. Прибувши до Каїру, був арештований за наказом султана Баркука. У липні Алі було повалено братом Мухаммадом. У серпні Хасан був звільнений та призначений еміром МЕкки. У лютому 1396 року увійшов до Мекки, мирно замінивши Мухаммада.
Продовжуючи традицію, започатковану його батьком 1406 року звернувся до султана Фараджа ан-Насіра призначити свого сина Бараката молодшим співшаріфом. 1407 року отримав дозвіл, але 1408 року султан наказав Хасанові призначити іншого свого сина Ахмада додатковим співшаріфом. У вересні того ж року призначається заступником султана в Хіджазі (наїб султанах біл-актар аль-Хіджазійя), в правах якого входило призначення співшаріфів. Хасан призначив батька дружини — Аджлана ібн Нуайра. За цим змусив Джаммаза ібн Хібу, еміра і шаріфа МЕдіни, визнати свою владу.
1410 року намагався скористатися боротьбою в Єгипті стати незалежним. У відповідь султан оголосив Хасана та його синів та тестя позбавлених влади. Для протистояння цьому шаріф зібрав 600 кінноти та 6 тис. піхоти. З огляду на боротьбу в Єгипті Фарадж ан-Насір вирішив не залучати війська для війни в Хіджазі. Тому скасував наказ про відсторонення Хасану. Водночас Гіяс ад-дін Азам-шах, султан Бенгалії, надав кошти для розбудови мадрас Мекки.
1412 року отримав підтвердження свого статусу від нового мамлюцького султана Абуль-Фадля аль-Мустаїна. Але вже 1415 року останній призначив Румайту ібн Мухаммада, небіжа Хасана, новим наїбом султана в Хіджазі та шаріфом Мекки. Проте лише 1416 року Хасан поступився владою. Втім вже у грудні того ж року він поновився на троні. З 1418 року його син Баракат став фактичним правителем. 1421 року його сина Ібрагіма було призначено молодшим співшаріфом. Але останній під тсиком Бараката виїхав до Ємену. Наступні роки пройшли в боротьбі з родичами, які інтригували в Каїрі. Зрештою навесні 1424 року новим шаріфом було призначено Алі ібн Інана.
1425 року султан Барсбой аль-Ашраф поновив Хасана на троні. Навесні 1426 року повернувся до Каїру, дей помер. Владу спадкував його син Баракат I.